# Malalai Bahaduri
Malalai Bahaduri är en afghansk polis.
Bahaduri flyttade med sin familj till Kabul under 60-talet och fick under talibanregimen gå i skola i hemlighet för att skaffa sig en utbildning. När talibanregimen störtades år 2002 sökte Bahaduri sig till polisyrket. Hennes val av yrke möttes av hot och fysisk misshandel från bland annat släktingar. 
Bahaduri blev den första kvinnan i Afghan National Interdiction Unit (NIU) där hon arbetar med att identifiera drogkarteller som arbetar i landet, samla bevis mot dem och arrestera dem som begår narkotikabrott.
År 2013 tilldelades Bahaduri International Women of Courage Award.